# Villalba de la Sierra (kommun)
Villalba de la Sierra är en kommun i Spanien.   Den ligger i provinsen Provincia de Cuenca och regionen Kastilien-La Mancha, i den centrala delen av landet, 140 km öster om huvudstaden Madrid. Antalet invånare är 554.